# II. Chlothar frank király
 II. Chlothar, más írásmóddal Clotar, Klotár (584 júniusa – 629. október 18.) frank király Neustriában 584-től, és 613-tól a frankok egyedüli uralkodója.
Még csecsemő volt, amikor 584-ben apja, I. Chilperich merénylet áldozata lett. Chlothar úgy került a trónra, hogy anyja Fredegund hatalmát és nagybátyja, Guntram, Burgundia királya védelmét tudhatta maga mögött. 592-ben elhárította azt a támadást, amelyet unokatestvére II. Childebert, Austrasia és Burgundia királya indított ellene, 593-ban a még fiatal király legyőzte Wintrio herceget, Childebert vezérét. Childebert halála után Fredegunda fiával együtt 596-ban hatalmába kerítette Párizst és több várost. Csakhogy Childebert fiai Fredegunda halála után megbosszulták magukat és a Dormelles mellett 600-ban kivívott diadallal megszerezték Chlothar birodalmának jelentős részét. 613-ban, amikor már mindketten halottak voltak, Chlothar kihasználta, hogy az austrasiaiak gyűlölték Brünhildét, Theodorik ifjú fiának, II. Sigebertnek a dédanyját: megszerezte Austrasiát és Burgundiát, így újra egyesítette a frank tartományokat. Sigebertet és Brünhildét megölte.
Négy évvel később (604) megint Chlothar állt bosszút, megrohanta Theuderichnek majordomusát, Bertoaldot, s a Loire és Szajna között fekvő kerületeket megszállta, melyeket azonban Theodorich az Estampes melletti diadal fejében Chlothartól ismét elragadott. Theorodich halála után Chlothar Austrásiába nyomult, melyet Brünhilde unokái nevében kormányzott. Ez a Rajna túlsó oldalán lakó rokon törzseket szólította fel segélyadásra, kik el is jöttek, de az áruló Warnar majordomus csele folytán Chlotharnak pártjára szegődtek, úgyhogy Theodorich fiai, egynek kivételével és maga Brunhilde is a bosszús Chlothar kezébe estek, ki Brunhildet kegyetlenül kivégeztette. Így 613 az egész Frank Birodalom királya lett.
Chlothar ájtatoskodó, de fölötte gyönge és környezete, különösen a nők befolyása alatt álló fejedelem volt. Nagy megbecsülésnek örvendett a papok körében. A velük ápolt kapcsolatot átfogó rendelet szabályozta, amelyet Chlothar a 614 októberében megtartott párizsi zsinaton tett közzé. Így kívánta megoldani azokat a problémákat, amelyek a hosszú évekig tartó zavaros állapotokból származtak. Némi burgundiai nyugtalanságtól eltekintve a 613 utáni évek valóban békések voltak. Chlothar azonban nem egyesítette a közigazgatást: mindhárom tartományában külön majordomus képviselte. 623-ban fiát, I. Dagobertet, Austrasia királyává tette.